# Blohm & Voss P 208
Die Blohm & Voss P 208 war eine Studie eines einsitzigen deutschen propellergetriebenen Jagdflugzeugs aus dem Jahr 1944.

## Geschichte
Die Entwicklung des Flugzeugs begann 1944 – zu einem Zeitpunkt, als eigentlich schon das Zeitalter der Strahlflugzeuge angebrochen war. Da Strahltriebwerke jedoch noch nicht die erforderliche Leistung erbrachten, entschied man sich bei Blohm & Voss, doch noch einen Jäger mit Kolbenmotor zu entwerfen.
Das Projekt wurde dabei so ausgelegt, dass es ohne weiteres auf Strahlantrieb umgerüstet werden konnte (es wurde später unter der Bezeichnung P 212 als strahlgetriebenes Jagdflugzeug weiterentwickelt). So erfolgte der Einbau des Motors am Heck mit einem ohne Wellenverlängerung angebrachten Schubpropeller. Seiten-, Höhen- und Querruder waren an den Tragflächenenden montiert, wodurch die Leitwerkswirksamkeit um 100 % verbessert wurde. Um der Belastung durch das Leitwerk gewachsen zu sein, waren die Tragflächen in Stahlschalenbauweise gefertigt.
Verschiedene Varianten wurden entworfen.

### P 208.01
Für diese Variante war die Verwendung des Jumo-222-E-, -F- oder -N-Motors vorgesehen.

### P 208.02
Für diese Variante war ein AS-413-Triebwerk mit maximal 4.000 PS (zusammengesetzt aus zwei Jumo-213 Motoren) vorgesehen.

### P 208.03
Für diese Variante wurden drei Konstruktionsvorschläge erarbeitet. P 208.03.01 und P 208.03.02 sollten einen DB-603L-Motor erhalten, während in P 208.03.03 ein DB 603N verbaut werden sollte. Die Abmessungen der drei Entwürfe waren die gleichen und auch im Gewicht unterschieden sie sich kaum.

## Technische Daten
| Beschreibung                             | Beschreibung                         | Beschreibung                                    | Beschreibung                                  |
| ---------------------------------------- | ------------------------------------ | ----------------------------------------------- | --------------------------------------------- |
| Besatzung                                | 1                                    | 1                                               | 1                                             |
|                                          | P 208.01                             | P 208.02                                        | P 208.03                                      |
| Abmessungen                              |                                      |                                                 |                                               |
| Flügelfläche                             | 18,0 m²                              | 22,0 m²                                         | 19,0 m²                                       |
| Spannweite                               | 10,40 m                              | 11,50 m                                         | 9,58 m                                        |
| Rumpflänge                               | 6,20 m                               | 8,40 m                                          | 9,20 m                                        |
| Rumpfstirnfläche                         | 2,14 m²                              |                                                 |                                               |
| Höhe                                     |                                      |                                                 | 3,46 m                                        |
| Gondellänge                              | 4,20 m                               | 4,20 m                                          |                                               |
| Gondelstirnfläche                        | 0,126 m²                             |                                                 |                                               |
| Rumpfumfang                              | 5,80 m                               |                                                 |                                               |
| Gondelumfang                             | 1,257 m                              |                                                 |                                               |
| Flügelstreckung                          | 6,03                                 | 6,00                                            | 4,75                                          |
| Höhenleitwerksfläche                     | 2 × 1,25 m²                          | 2 × 1,75 m²                                     |                                               |
| Höhenleitwerksspannweite                 |                                      | 1,00 m                                          | 2,5 m                                         |
| Seitenleitwerksfläche                    | 2 × 0,95 m²                          | 2 × 1,49 m²                                     |                                               |
| Seitenleitwerkstiefe                     |                                      | 0,88 m                                          |                                               |
| Lastvielfaches                           | 6,5                                  |                                                 |                                               |
| Tragflächenprofil                        |                                      | BVH 12 %                                        |                                               |
| Luftschraubendurchmesser                 |                                      |                                                 | 3,4 m                                         |
| Masse                                    |                                      |                                                 |                                               |
| Leer                                     | 4.416 kg                             |                                                 | 4.145 kg                                      |
| Startgewicht                             | 5.995 kg                             | 7.545 kg                                        | 5.050 kg                                      |
| Treibstoff                               | 1.200 kg                             |                                                 | 600 kg                                        |
| Flächenbelastung                         | 300 kg/m²                            | 343 kg/m²                                       | 266 kg/m²                                     |
| Leistung                                 |                                      |                                                 |                                               |
| Dienstgipfelhöhe                         |                                      | 12,6 km                                         |                                               |
| Dauerleistung                            |                                      |                                                 |                                               |
| in Flughöhe 0 km                         |                                      |                                                 |                                               |
| Geschwindigkeit                          | 640 km/h                             | 640 km/h                                        | 580 km/h                                      |
| Leistung                                 | 2.980 PS                             | 2.980 PS                                        | 1.500 PS mit DB 603L                          |
| Drehzahluntersetzung                     |                                      |                                                 | 1:1,93                                        |
| Kraftstoffverbrauch                      | 0,19 kg/PSh                          |                                                 |                                               |
| Gesamtverbrauch                          | 565 kg/h                             |                                                 |                                               |
| in Flughöhe 10 km                        |                                      |                                                 |                                               |
| Geschwindigkeit                          | 790 km/h                             | 790 km/h                                        |                                               |
| Leistung                                 | 2.100 PS                             | 2.100 PS                                        |                                               |
| Kraftstoffverbrauch                      | 0,22 kg/PSh                          |                                                 |                                               |
| Gesamtverbrauch                          | 463 kg/h                             |                                                 |                                               |
| Reichweite                               |                                      |                                                 |                                               |
| Günstigste Steiggeschwindigkeit          | 450 km/h                             | 380 km/h in Meereshöhe, 560 km/h in 10 km Höhe  |                                               |
| Steigrate                                |                                      | 22,5 m/s auf Meereshöhe, 13,1 m/s in 10 km Höhe |                                               |
| Reichweite                               | 1.580 km                             | 1.190 km in Meereshöhe, 1.650 km in 10 km Höhe  | 1.040 km in Meereshöhe, 1.230 km in 9 km Höhe |
| Gesamtflugzeit                           | 2,17 h                               | 1,86 h in Meereshöhe, 2,17 h in 10 km Höhe      | 1,79 h in Meereshöhe, 1,85 h in 9 km Höhe     |
| Höchstgeschwindigkeit                    |                                      |                                                 |                                               |
| bei Sonder-Notleistung und MW-50         |                                      |                                                 |                                               |
|                                          | mit Jumo 222E/F, Startmasse 5.750 kg | mit AS 413                                      | mit DB 603L                                   |
| Flughöhe / km                            | Geschwindigkeit / km/h               | Geschwindigkeit / km/h                          | Geschwindigkeit / km/h                        |
| 0                                        | 680                                  |                                                 | 580                                           |
| 2                                        | 700                                  |                                                 |                                               |
| 6                                        | 760                                  |                                                 |                                               |
| 9                                        |                                      |                                                 | 700                                           |
| 10                                       | 785                                  | 895                                             |                                               |
| 12                                       | 765                                  |                                                 |                                               |
|                                          | mit Jumo 222N                        |                                                 |                                               |
| Flughöhe / km                            | Geschwindigkeit / km/h               | Geschwindigkeit / km/h                          | Geschwindigkeit / km/h                        |
| 0                                        | 685                                  |                                                 |                                               |
| 2                                        | 710                                  |                                                 |                                               |
| 6                                        | 780                                  |                                                 |                                               |
| 10                                       | 835                                  |                                                 |                                               |
| 12                                       | 750                                  |                                                 |                                               |
| Start                                    |                                      |                                                 |                                               |
| Startgeschwindigkeit (mit Spreizklappen) | 224 km/h                             |                                                 |                                               |
| Startschub bei 0 km/h                    | 15,495 kN                            |                                                 |                                               |
| beim Abheben                             | 15,495 kN                            |                                                 |                                               |
| Startrollstrecke                         | 1.000 m                              |                                                 | 360 m auf Grasboden                           |
| Startraketenschub für 500 m Rollstrecke  | 9,8 kN                               |                                                 |                                               |